# Schönenbach (Furtwangen im Schwarzwald)
Schönenbach ist ein Ortsteil von Furtwangen im Schwarzwald im Schwarzwald-Baar-Kreis in Baden-Württemberg.

## Geographie
Schönenbach liegt 3 km östlich von Furtwangen. Es besteht aus Einzelhöfen und Häusergruppen im Bregtal und in Seitentälchen. Im Gemeindeteil Obertal gibt es zahlreiche Neubauten.

## Geschichte
Die erste urkundliche Erwähnung stammt aus dem Jahr 1221. Den Ort ging nach Ende der Zähringer-Herrschaft an das Fürstentum Fürstenberg, gehörte dort zum Amt Vöhrenbach und teilte seine Herrschaftsgeschichte mit Linach. 1806 gelangte der Ort durch die Rheinbundakte an das Großherzogtum Baden. Schönenbach wurde am 1. Juli 1971 nach Furtwangen eingemeindet und hat fast 1000 Einwohner.

## Wappen
Beschreibung: „In Silber über erhöhtem blauen Wellenschildfuß, darin eine nach links schwimmende silberne Forelle, auf schwarzem Boden drei grüne Laubbäume mit schwarzem Stamm.“

## Infrastruktur

### Kindergarten
In Schönenbach wurde 1995 im ehemaligen Schulhaus der Kindergarten St. Nikolaus eingerichtet. Träger ist die katholische Pfarrgemeinde bzw. heute die Seelsorgeeinheit Bregtal.

### Dorfgemeinschaftshaus
Im Untergeschoss der ehemaligen Schule wurde ein Veranstaltungsraum eingerichtet, der hauptsächlich von Vereinen genutzt wird.

### Sporthalle
Die Sporthalle wird von verschiedenen Vereinen, aber auch von der Hochschule Furtwangen genutzt.

### Sportplatz
Der Sportverein „Sportfreunde Schönenbach“ betreibt auf dem Gelände, das früher dem Gasthaus „Sonne“ und heute der Stadt Furtwangen gehört, einen Sportplatz. 2013 wurde der Hartplatz in einen Rasenplatz umgewandelt. 2017 wurde ein Trainingsplatz errichtet. Beim Sportplatz betreiben die Sportfreunde auch ein Sporthaus mit Umkleiden, Duschen und Veranstaltungsraum.

## Vereine
Neben dem Fußballclub sind der Musikverein und der Gesangsverein die größten Vereine im Ort.

## Persönlichkeiten
In Schönenbach lebte der Bildhauer Jakob Rappenegger (1683–1743), dem das ursprüngliche Feldkreuz der Witterschneekapelle in Löffingen zugeschrieben wird sowie eine Kreuzigungsgruppe und eine St. Kümmernis in der dortigen Pfarrkirche St. Michael. Geboren wurde in Schönenbach der Physiker Josef Zähringer (1929–1970).